# Chiesa di Santa Margherita (Coreno Ausonio)
La chiesa di Santa Margherita è il principale luogo di culto cattolico di Coreno Ausonio, in provincia di Frosinone, sede dell'omonima parrocchia appartenente all'arcidiocesi di Gaeta.

## Storia
Alla fine del XIV secolo, la popolazione di Coreno Ausonio dipendeva dalla parrocchia di San Michele in Fratte, paese distante alcuni chilometri dal centro abitato, e aveva a disposizione come proprio luogo di culto una cappella dedicata a Santa Maria dei Vignali.
Nel 1395 cominciò la costruzione di una più grande chiesa, dedicata a santa Margherita di Antiochia, che si protrasse fino al 1445; il 15 marzo dello stesso anno venne istituita l'omonima parrocchia. Nel corso dei secoli successivi, l'edificio venne più volte restaurato ed ampliato anche grazie alle donazioni di famiglie locali; fu oggetto di un restauro radicale dopo il grave incendio del 25 maggio 1687, e venne consacrato l'11 maggio 1777. Nuovi interventi vennero eseguiti nel 1890 e nel 1936, dopo che il terremoto della Marsica del 1915 aveva gravemente danneggiato la struttura. La chiesa venne quasi integralmente distrutta nel corso dei bombardamenti della seconda guerra mondiale e successivamente ricostruita e riaperta al culto nel 1950. Nel 2000, con una campagna di restauro, tra le altre cose, sono state ripristinati alcuni elementi superstiti dell'antico edificio medioevale.

## Descrizione

### Esterno
La chiesa di Santa Margherita sorge nel centro storico di Coreno Ausonio, in piazza Umberto I.
L'esterno è caratterizzato dalla torre campanaria; essa è a pianta quadrangolare e presenta una muratura in blocchi di pietra squadrati. Nella parte superiore, vi è la cella, che si apre sull'esterno con due ordini di monofore a tutto sesto; la copertura è costituita da una piramide tronca a base quadrata. All'interno del campanile si trova un concerto di 3 campane collegato all'orologio pubblico.
La facciata della chiesa è a salienti e segue la struttura interna dell'edificio; nella parte inferiore, si aprono i tre portali, con stipiti marmorei e lunetta semicircolare; al di sopra della porta maggiore, vi è un rosone circolare. Nella parte centrale, il prospetto termina in alto con un timpano triangolare con cornicione pronunciato.

### Interno

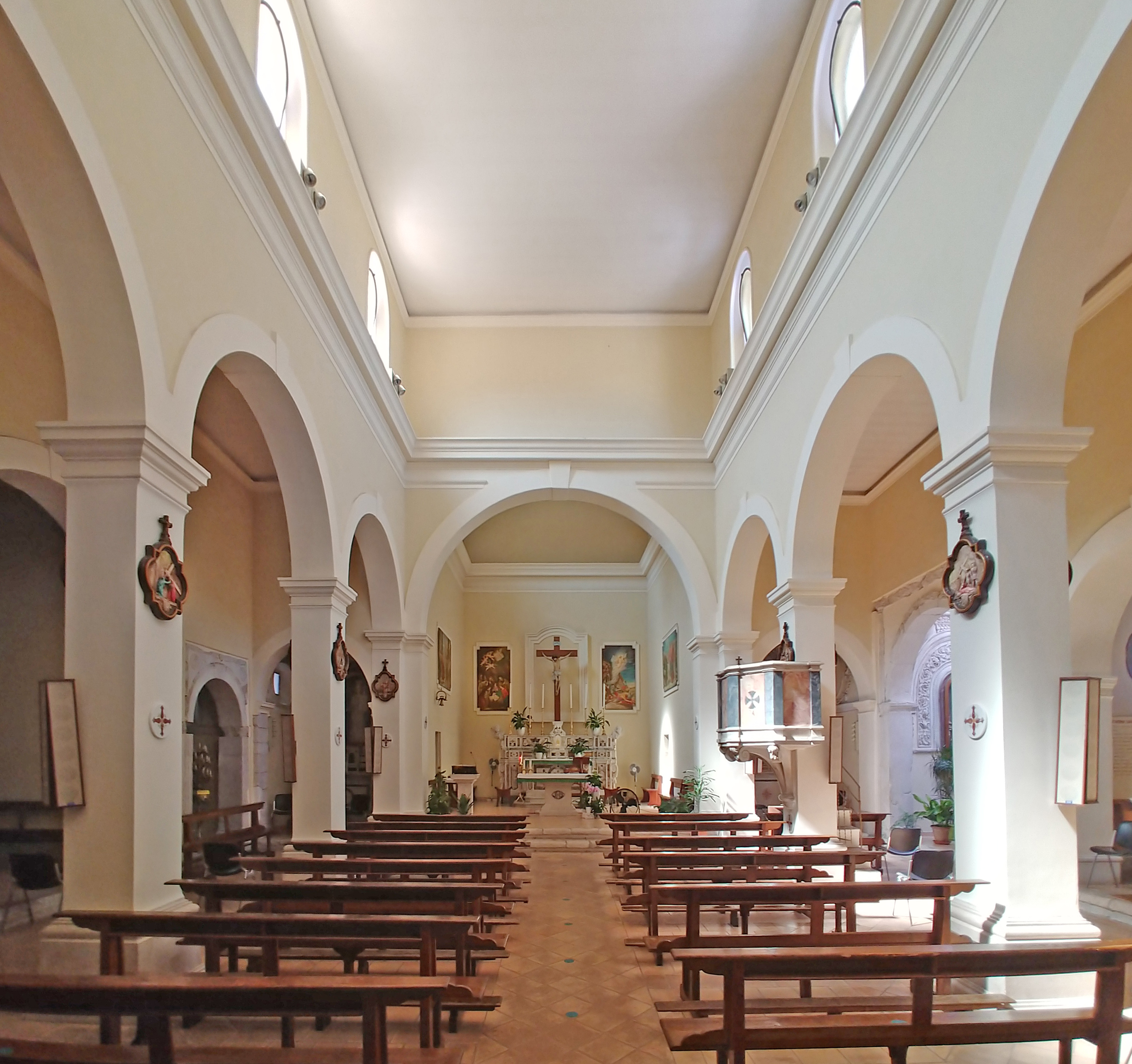
Interno

Internamente, la chiesa di Santa Margherita si presenta in un sobrio stile barocco, con semplici decorazioni in stucco che sottolineano la struttura a tre navate divise da due file di arcate a tutto sesto poggianti su pilastri a base quadrangolare. La navata centrale, integralmente ricostruita dopo i bombardamenti della seconda guerra mondiale, presenta una copertura con soffitto piano e termina con l'abside quadrangolare; quest'ultima accoglie l'altare maggiore barocco in marmi policromi, sormontato da un  crocifisso ligneo, e quattro moderni dipinti ad olio incentrati sulla storia della Redenzione e raffiguranti l'Ecce Homo, la Natività di Gesù, la Resurrezione di Gesù e la Deposizione di Gesù.
Lungo le navate laterali, si aprono diverse cappelle: la prima di sinistra, già dedicata ai santi Cristoforo e Matteo, è adibita a battistero; la seconda, dedicata a san Giuseppe, venne costruita alla fine del XVII secolo dall'omonima confraternita, ed ospita due dipinti raffiguranti Gesù risorto e la Madonna del Rosario col Bambino e i santi Domenico e Caterina da Siena; segue la cappella intitolata alla dedicataria della chiesa, con mosaico policromo del 1990 raffigurante la Gloria di santa Margherita; la quarta cappella di sinistra è dedicata a santa Lucia, mentre quella posta al termine della navata, caratterizzata da un soffitto riccamente decorato con stucchi barocchi, è intitolata alla Madonna del Rosario, con statua lignea processionale della Madonna col Bambino.
La prima cappella di destra, già intitolata a san Martino di Tours, ospita una moderna statua della Madonna di Lourdes, cui è attualmente dedicata; segue la cappella di Sant'Antonio di Padova, con altare in marmi policromi e affreschi raffiguranti gli attributi del dedicatario; la terza cappella, già ospitante sull'altare la statua di sant'Antonio, al cui posto ora si trova quella della Madonna del Carmelo, è detta "del Paradiso" ed è caratterizzata da una ricca decorazione, in gran parte deteriorata, in stucco ed affresco, con la presenza di un tamburo ottagonale originariamente coperto con una cupola ed attualmente chiuso in alto da una vetrata; in fondo alla navata, si apre la cappella del Santissimo Sacramento, con statua del Sacro Cuore di Gesù e volta a crociera decorata con stucchi.

### Organo a canne
Sulla cantoria in controfacciata si trova l'organo a canne, costruito dalla ditta Pinchi nel 1962.
Lo strumento è a trasmissione elettrica con sistema multiplo, e il suo materiale fonico è interamente racchiuso entro una cassa espressiva avente una mostra composta da canne di principale non sonanti. La consolle si trova in cantoria, ed è appoggiata al corpo d'organo; essa dispone di due tastiere di 61 note ciascuna e pedaliera concavo-radiale di 32 note.